# Университет штата Нью-Йорк в Буффало
Университет штата Нью-Йорк в Буффало — государственный научно-исследовательский университет в США, являющийся флагманом системы университетов штата Нью-Йорк (SUNY). Университет Буффало имеет несколько кампусов — в Буффало и Амхерсте. Предлагая 84 бакалавриатских, 184 магистерских и 78 докторских степеней, это высшее учебное заведение является самым крупным среди системы SUNY.

## История
Университет Буффало был основан 11 мая 1846 года как частная медицинская школа для обучения докторов для общин Буффало, Ниагара-Фоллс и окружающих их деревень. Первый глава университета — Миллард Филлмор — впоследствии стал президентом США.
Первые лекции проходили в деревянном здании старой почты на пересечении улиц Секека и Вашингтон. В 1849—1850 годах на государственный грант и пожертвования было построено первое каменное здание университета.
Медицинская образовательная программа разрасталась, было создано отделение фармацевтики, которое ныне является отдельной школой фармацевтических наук (англ. The School of Pharmacy and Pharmaceutical Sciences).
В 1891 году юридическая школа Буффало, появившаяся здесь в 1887 году, вошла под контроль университета Буффало.
В 1909 году, задумывая расширить свою структуру, университет организует свой первый кампус в Амхерсте, в 1915 году создав здесь «Колледж искусства и наук» (англ. College of Arts and Sciences. В 1960-х годах «Колледж искусства и наук» разделился на три школы, а в конце 1990-х годах они воссоединяются вновь.